# Perspektiva (album)
Perspektiva je drugi studijski album grupe S.A.R.S. objavljen 2011. godine za izdavačku kuću MTV Adria. 
Album je objavljen kao besplatno izdanje, s internetskim poveznicama za preuzimanje dostupnim na službenoj internetskoj stranici grupe kao i regionalnim internetskim stranicama MTV-a.  Zanimljivo je da se naslovna pjesma "Perspektiva", nije našla na službenom izdanju, ali je kasnije uvrštena na internetskoj stranici albuma. Tek 16. siječnja 2012. godine, grupa je objavila video spot i studijsku inačicu pjesme "Perspektiva". Prvi singl bila je pjesma "To rade" autora Stefana Tarane, za koju je S.A.R.S. snimio video spot koji je premijerno prikazan 21. veljače 2011. godine. Snimljen je i video spot za pjesmu "Mir i ljubav".
Najpopularnije pjesme s albuma su: "Perspektiva", "To rade" i "Mir i ljubav", koje grupa i danas svira na koncertima. 
U prva tri mjeseca nakon objavljivanja, album je preuzet oko 50 tisuća puta. 